# Střední Awaš

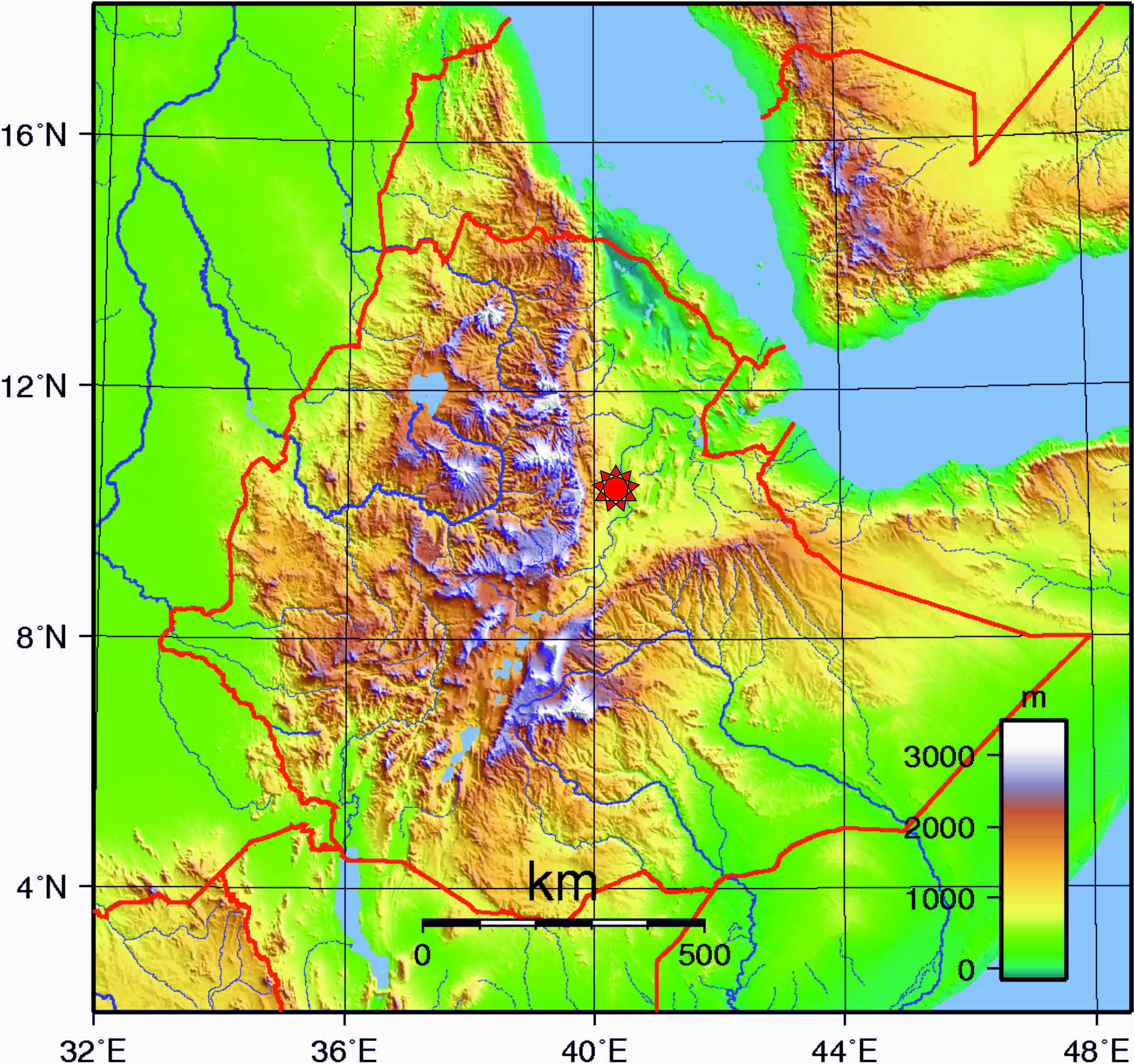
Oblast Střední Awaš na mapě Etiopie

Střední Awaš (anglicky Middle Awash) je oblast významných paleoantropologických a archeologických lokalit, která se nachází podél středního toku řeky Awaš v Etiopii. Je součástí Afarské pánve ve Velké příkopové propadlině. Sedimenty, vydávající významné doklady o evoluci člověka, se zde táhnou v délce asi 80 km podél západního i východního břehu řeky Awaš. Na jihu zasahují až k městu Gewane, zatímco ze severu na Střední Awaš navazuje další významná paleoantropologická oblast Hadar. Unikátně komplexní stratigrafie tu odhaluje vývoj celé oblasti v průběhu posledních 6 milionů let.
Ve Středním Awaši byly nalezeny kosterní pozůstatky miocenních, pliocenních i pleistocenních homininů, ale také stopy nejstaršího lidského osídlení (oldovan, acheuléen). K nejvýznamnějším lokalitám patří Aramis, Asa Issie, Belohdelie, Bodo, Bouri nebo Maka.
Nalezené ostatky homininů patří druhům:
- Ardipithecus kadabba
- Ardipithecus ramidus
- Australopithecus anamensis
- Australopithecus afarensis
- Australopithecus garhi
- Homo erectus
- Homo sapiens